# Pterophorus lindneri
Pterophorus lindneri is een vlinder uit de familie vedermotten (Pterophoridae). De wetenschappelijke naam van deze soort is voor het eerst geldig gepubliceerd in 1963 door Hans Georg Amsel.
De soort komt voor in het Afrotropisch gebied.